# Ниси, Такэити
Такэити Ниси (яп. 西 竹一 Ниси Такэити, 12 июля 1902, Токио — 22 марта 1945?, Иото) — японский барон (дансяку), армейский офицер, олимпийский чемпион 1932 года в личном первенстве по конкуру (единственный олимпийский чемпион по конному спорту в истории Японии). Командовал танковыми частями обороны Иводзимы и погиб в ходе битвы за этот остров.

## Детство и молодые годы
Такэити Ниси был незаконнорождённым третьим сыном барона Ниси Токудзиро. Токудзиро работал в министерстве иностранных дел Японской империи и был членом Тайного совета. Во время Ихэтуаньского восстания он был послом в Китае. Мать Такэити вскоре после рождения сына была вынуждена уйти из дома.
Такэити учился в начальной школе Гакусюин и часто дрался с учениками соседней школы Тиёда. В 1912 году, после смерти отца, он унаследовал титул дансяку. В 1915 году, согласно воле отца, он поступил в самую престижную школу Токио (東京府立第一中学校). Одноклассниками Ниси стали Хидэо Кобаяси, будущий известный литературный критик, и Хисацунэ Сакомидзу, первый секретарь кабинета министров в 1945 году.
В 1917 году Ниси поступил в Хиросимскую школу кадетов, обучение в которой проходило по прусской модели, а в 1920 году перешёл в Токийскую центральную академию кадетов. Здесь его одноклассником стал Масанобу Цудзи — лучший студент Нагойской академии, будущий тактик имперской армии, обвиняемый в многочисленных военных преступлениях. Через полгода Ниси был переведён в высшую военную академию Японии и приписан к 1-му кавалерийскому полку. В 1924 году Ниси успешно сдал выпускные экзамены и полностью перешёл в подчинение полка.

## Олимпийские игры

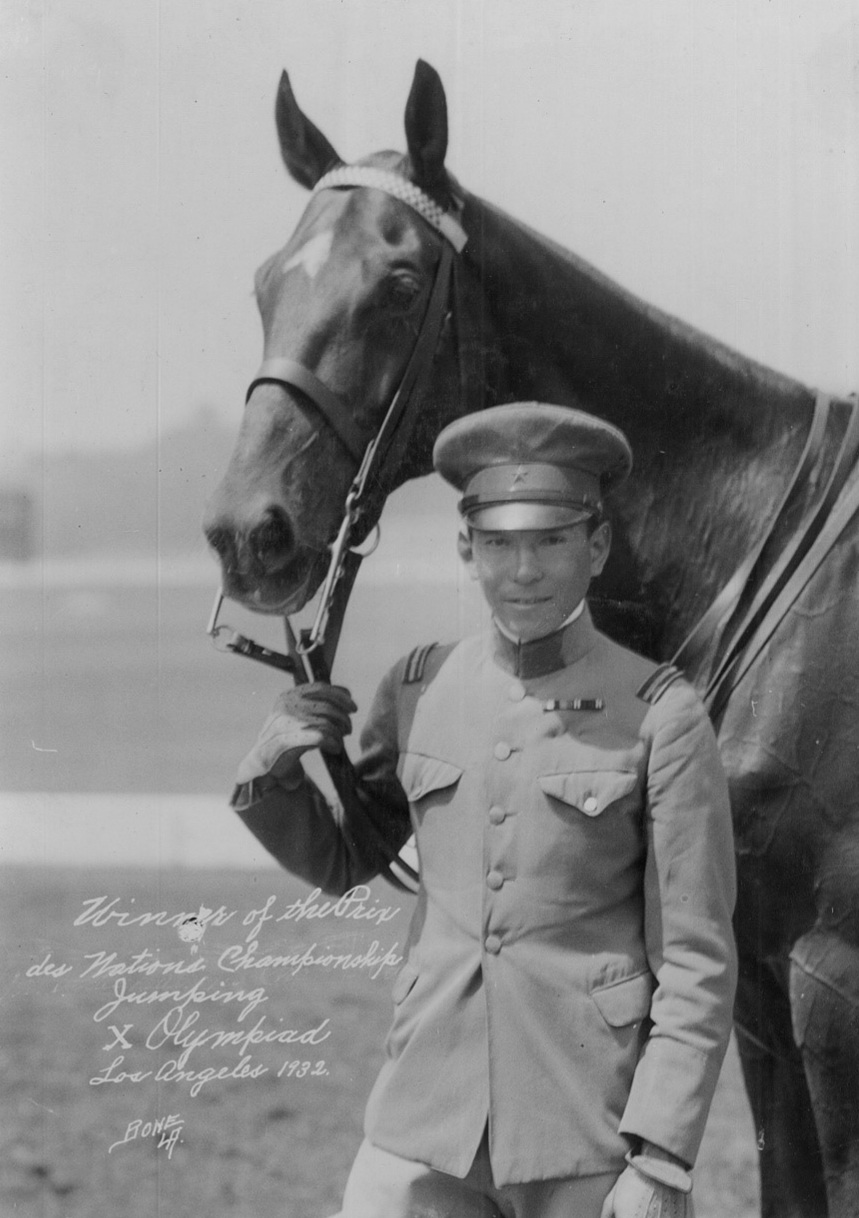
Ниси с Ураном

В 1930 году Ниси нашёл в Италии коня по кличке Уран. Выкупив его на собственные деньги, барон успешно участвовал с ним в европейских соревнованиях. В 1932 году старший лейтенант Ниси принял участие в Олимпийских играх в Лос-Анджелесе, где завоевал золотую медаль в личном первенстве по конкуру. В соревнованиях приняли участие 11 конников, из них только пятеро добрались до финиша. Эта награда до 2024 года была единственной олимпийской медалью Японии в конном спорте.
В свете недавнего захвата Маньчжурии отношение к японцам в западном мире было враждебным, однако новоиспечённый чемпион вызывал там уважение, его называли Барон Ниси (Baron Nishi). Он был особенно популярен у подвергнувшейся остракизму японской диаспоры в США. Во время пребывания в Лос-Анджелесе Ниси стал известной фигурой из-за его любви к езде в кабриолетах и частых появлений на голливудских вечеринках Мэри Пикфорд и Дугласа Фэрбенкса. После Олимпиады Ниси был переведён в 16-й кавалерийский полк и повышен до кавалерийского инструктора в полковой школе.
Ниси участвовал и в Олимпиаде 1936 года в Берлине, но упал с лошади во время соревнований. Из-за последующего сближения Японии и Германии появилось предположение, что падение было преднамеренным: золото выиграл немецкий спортсмен. Также выступил в конном троеборье на коне по кличке Аскот (12-е место в личном первенстве). После Олимпиады Ниси был переведён в департамент снабжения, где занимался подбором лошадей для кавалерийских частей.

## Военные годы
В этот период Япония усиленно сокращала кавалерийские подразделения и формировала танковые. Ниси получил в подчинение 26-й танковый полк, базировавшийся в маньчжурском Муданьцзяне, а также погоны подполковника. В 1944 году полк барона был переброшен на остров Иото (он же Иводзима), в поддержку ожидавшего вражеского десанта гарнизона генерала Тадамити Курибаяси. 18 июля полковой транспорт был поражён торпедой субмарины USS Cobia; хотя погибло всего двое солдат, все 28 танков затонули. Ниси был вынужден на время вернуться в Токио, где добился возмещения 22 танков. После этого барон вернулся на Иводзиму, а его конь Уран остался в Токио.

### Битва за Иводзиму
В 1945 году Ниси командовал на Иводзиме 26-м танковым полком, вошедшим в 109-ю дивизию (корпус Огасавара). Он неизменно ходил по острову в сапогах для верховой езды от Hermès и с любимым стеком. Из-за рельефа было решено использовать средние танки Чи-Ха и лёгкие Ха-Го в качестве стационарной артиллерии, для этого они по башню были помещены в окопы.
После массированной бомбардировки побережья корабельной артиллерией американцев 19 февраля на побережье высадились морские пехотинцы при поддержке танков-амфибий. После высадки штаб полка был перенесён из деревни Маруман в более спокойную восточную часть острова. Американцы, зная, что Ниси был японским командиром, ежедневно передавали тому призывы сдаться, так как мир будет сожалеть о потере «Барона Ниси»; японец не ответил на эти предложения. Эту попытку совершил офицер разведки 315-го бомбардировочного крыла Сай Бартлетт, позже написавший сценарий к фильму «Вертикальный взлёт». В 1966 году Бартлетт посетил вдову Ниси в Токио и почтил его память в храме Ясукуни.
Обстоятельства гибели Ниси неизвестны и породили несколько версий. По одной из них, Ниси был расстрелян из американского пулемёта утром 21 марта около штаба. По второй, он и его помощники застрелились около деревень Гинмёсуи или Футагоива. По другим, он был сожжён американским огнемётом 22 марта или повёл остатки своих подчинённых в последнюю атаку. Джон Шивели в романе «Последний лейтенант» описывает ночную атаку подразделения своего дяди-огнемётчика на японцев, после чего утром якобы нашли обгоревшее тело в сапогах для верховой езды и рейтузах; дядя Шивели был практически уверен, что это труп Ниси.
Через неделю после гибели хозяина умер Уран. Ниси был посмертно награждён званием полковника. Его сын Ясунори получил титул третьего барона Ниси. Во время послевоенной оккупации титул был упразднён, в настоящее время Ясунори Ниси является вице-президентом Ассоциации Иводзимы.
В фильме 2006 года «Письма с Иводзимы» роль Ниси сыграл Цуёси Ихара. В фильме барон был изображён другом генерала Курибаяси, хотя на самом деле они неприязненно относились к друг другу. Ниси проигнорировал запреты генерала на использование драгоценной воды для мытья танков и на телесные наказания солдат которые делали бы это. Несмотря на это, популярность Ниси в метрополии и на острове была очень высока. В фильме Ниси потратил дефицитные медикаменты на раненого американского морпеха, этот эпизод взят из биографии барона авторства Оно Каору. По сценарию фильма барон покончил с собой после тяжёлого ранения и слепоты от разрыва артиллерийского снаряда.